# 纳夫利亚 (布良斯克州)
纳夫利亚（羅馬化：Navlya）是俄罗斯布良斯克州的市级镇、纳夫利亚区行政中心，位于杰斯纳河流域内纳夫利亚河畔，在州府布良斯克南。
该地2021年人口有14,264人；2010年人口14,361；2002年人口14,014；1989年人口13,709。